# Angélique Duchemin (Boxerin)
Angélique Duchemin (* 26. Juni 1991 in Thuir; † 29. August 2017 in Perpignan) war eine französische Boxerin.

## Amateurkarriere
Duchemin wurde 2009, 2010 und 2011 französische Meisterin im Federgewicht und startete bei den Europameisterschaften 2009 in der Ukraine, wo sie im Achtelfinale ausschied. Bei der nationalen Olympiaqualifikation 2012 unterlag sie im Halbfinale gegen die spätere Olympiasiegerin von 2016 Estelle Mossely.

## Profikarriere
2012 begann sie als Profiboxerin und wurde im Dezember 2013 französische Meisterin im Superfedergewicht. Nachdem sie den Titel zweimal verteidigt hatte, gewann sie im Dezember 2015 auch die EBU-Europameisterschaft im Superfedergewicht gegen die Griechin Maria Semertzoglou. Den Titel verteidigte sie im April 2017 gegen Taoussy L’Hadji.
Ihren ersten Weltmeisterschaftskampf gewann Duchemin am 12. Mai 2017 gegen Ericka Rousseau und wurde dadurch WBF-Titelträgerin im Federgewicht. Ihre erste Titelverteidigung war für den 12. Oktober 2017 in Montpellier geplant.
Als Profi war Duchemin ungeschlagen. Ihre Bilanz betrug 14 Siege aus 14 Kämpfen.

## Tod
Angélique Duchemin brach am 28. August 2017 in ihrer Trainingsstätte in Thuir zusammen und wurde ins Krankenhaus von Perpignan eingeliefert, wo sie am nächsten Tag an den Folgen einer Lungenembolie starb.